# Mary Charteris
Mary Olivia Charteris Furze (Londres, 23 de abril de 1987) é uma Modelo, DJ e musicista britânica. Foi vocalista e teclista da banda inglesa de rock eletrónico The Big Pink.

## Carreira

### Modelo
Na adolescência, Charteris iniciou a sua carreira como modelo após ter sido apresentada à agência Storm Models por Isabella Blow, editora de revista e amiga da família. Desfilou ou fez campanhas para marcas como Louis Vuitton, Gucci, Nike, Iceberg, Philip Treacy, Markus Lupfer, Thakoon, Jason Wu e Topshop. Foi destaque em editoriais e reportagens fotográficas das revistas Vogue, Vogue Itália, British Vogue, Vanity Fair, Love, Tatler, Glamour Spain, Elle Korea, L'Officiel, Flaunt e Purple, tendo posado para fotógrafos como Mario Testino, Terry Richardson, Olivier Zahm, Ellen Von Unwerth, Sølve Sundsbø, David Bailey e Michel Comte. Em dezembro de 2012, Charteris foi escolhida pela Amazon UK para apresentar a nova coleção no lançamento da sua loja online de moda feminina de alta gama. Em setembro de 2018, desfilou para Alice Temperley durante a Semana da Moda de Londres primavera-verão 2019.

### Música
Charteris iniciou a sua carreira musical como disc jockey, apresentando uma fusão de faixas retro e de música de dança em festivais de música, casamentos e eventos de moda. É presença frequente em festivais como o Glastonbury e o Coachella. Em junho de 2018, atuou como DJ na Cartier Queen's Cup.

### MPRSSS
Em janeiro de 2013, Charteris anunciou um projeto de música eletrónica da sua autoria, intitulado MPRSSS. A sua relação com a banda do marido foi uma influência determinante. Começou a experimentar no estúdio do marido com batidas e sintetizadores, recorrendo a vários efeitos, o que levou à criação do projeto MPRSSS. O vídeo foi realizado por Rob Hawkins.

### The Big Pink
Charteris envolveu-se com a banda de rock eletrónico The Big Pink quando começou a namorar o seu futuro marido, Robbie Furze. Acompanhou o grupo em digressão, encarregando-se da venda de produtos promocionais, da gestão da comunicação com a imprensa e do apoio à iluminação de palco. Em 2016, integrou oficialmente a banda como teclista e vocalista. O seu primeiro registo como membro do grupo foi o EP Empire Underground, lançado a 4 de março de 2016, no qual se estreou com o tema Hightimes. Nesse mesmo ano, iniciou a sua primeira digressão como vocalista da banda, participando na tournê norte-americana. Charteris e Robbie Furze também atuam como DJ em conjunto, sob os nomes Big Pink e Big Pink Stripped Back.

## Vida pessoal
Mary Olivia Charteris nasceu a 23 de abril de 1987, filha de James Charteris, 13.º Conde de Wemyss e 9.º Conde de March, e da Catherine Ingrid Guinness, antiga colaboradora de Andy Warhol e filha de Jonathan Bryan Guinness, 3.º Barão Moyne. Tem um irmão mais velho, Francis Richard (Dick) Charteris, Lorde Elcho. Daphne Guinness é sua tia materna. Pertence à família nobre escocesa Charteris. Os seus pais divorciaram-se em 1988. A sua mãe voltou a casar, em 1990, com Robert Hesketh. Em 1995, o seu pai contraiu novo matrimónio com Amanda Feilding. Foi educada na Francis Holland School, em Londres, onde estudou civilização clássica, arte e ética.
Charteris casou-se com o cantor de rock Robertson "Robbie" Furze em 2012, em Stanway House, propriedade da sua família no condado de Gloucestershire. Entre os convidados estiveram Florence Welch, Lily Allen, Poppy Delevingne, Sean Lennon, Keira Knightley, Jerry Hall e Georgia May Jagger. O seu vestido de noiva, concebido pela estilista Pam Hogg, foi posteriormente exibido no Museu Victória e Alberto. Charteris e o marido residem em Los Angeles.
Charteris tem sido reconhecida pelo seu estilo arrojado e provocador no que respeita à moda. Mantém uma relação de grande proximidade com Cara Delevingne e Rita Ora, sendo frequentemente fotografada em eventos da alta sociedade.
A 21 de maio de 2021, deu à luz uma filha, Wilde Jessie.
Em novembro de 2022, Charteris foi uma das convidadas na inauguração da árvore de Natal anual do Claridge’s, em Londres, concebida por Sandra Choi para a marca Jimmy Choo. O evento contou com uma instalação em forma de árvore espelhada, repleta de luz, e com a atuação ao vivo de um coro gospel. Entre os presentes destacaram-se também Emma Thynn, Marquesa de Bath, e a atriz Golda Rosheuvel.
Em abril de 2023, Charteris marcou presença na abertura da temporada de verão no terraço do Studio Frantzén, situado no último piso dos armazéns Harrods, em Londres. O evento contou igualmente com a presença de Emma Thynn, Marquesa de Bath, Clara Paget e Julia Restoin Roitfeld.